# 광시 좡족 자치구
광시 좡족 자치구(중국어 간체자: 广西壮族自治区, 정체자: 廣西壯族自治區, 병음: Guǎngxī Zhuàngzú Zìzhìqū, 좡어: Gvangjsih Bouxcuengh Swcigi) 또는 광서 장족 자치구는 중화인민공화국 남부의 좡족(壯族) 자치구로, 성도는 난닝시이다. 1958년 이전에는 광시 성이었지만 1958년에 좡족 자치구로 승격되었다.

## 지리
중화인민공화국의 남부에 위치하고 서쪽은 윈난성, 북쪽은 구이저우성, 후난성, 동쪽은 광둥성과 접하며, 남쪽은 통킹만에 접한다. 남서쪽은 베트남과 국경을 접한다. 아열대성 기후로, 2모작, 3모작이 가능하다. 유명한 관광지 구이린(桂林)이 동북부에 있다.
광시 좡족 자치구는 산지로 북동쪽으로 난닝산맥과 그 지맥인 월성령(越城嶺), 해양산(海洋山)이 북동쪽 경계를 이룬다. 지역의 중심부에는 다야오산(大瑶山)과 대명산(大明山)이 있다. 북쪽에는 도양산(都陽山)과 봉황산(鳳凰山)이 있고 운개대산(雲開大山)이 남동쪽 경계를 이룬다. 가장 높은 지점은 웨청산의 묘아산(猫儿山)으로 해발고도 2,141m이다.
산들 사이로 많은 강들이 계곡을 형성하며 흐른다. 이들 강 대부분은 서강의 지류이다. 광시 좡족 자치구는 통킹만의 짧은 해안선이 있다. 중요한 해항으로는 베이하이, 친저우, 팡청강이 있다. 여름이 길고 더운 편이다. 연평균 기온은 17~23 °C이고 연평균 강수량은 1,250~1,750mm이다.

## 역사
이 지역은 기원전 214년에 진나라의 군대가 화남 지역을 침공했을 때 중국의 일부가 되었다. 광서라는 이름은 송나라 때 광남서로라고 부르던 행정구역에서 기원한다. 원나라 말엽에 이 이름은 행성 중 하나로써 되살아나게 되었으나 줄여서 광서로 부르게 되었다. 그 후 광서는 약 600여 년 동안 많은 소수민족이 거주하여 중화인민공화국 때 자치구가 되기까지 중국의 성이었다.
청나라 후기에 광서는 금전기의(金田起義) 즉, 태평천국의 난의 장소로 1851년 1월 11일에 광서성 동부 계평현에서 발생했다. 1885년 3월 23일에 베트남과의 국경 지대인 진남관 지역은 청불 전쟁의 방보 전투가 있었던 장소이다. 전투 기간에 프랑스의 침입군은 풍자재(冯子才)가 이끄는 중국군에 패주하였고 이 사건은 그 후 중국 민족주의를 고양시킨 사건이 되었다.
중화민국이 설립된 후에 광시는 가장 강력한 군벌 중 하나의 기반 역할을 하였다. 류룽팅(陆荣廷)이 이끄는 구광서파가 이웃한 후난성, 광둥성 또한 지배했다. 구광서파는 1920년대 초에 붕괴되고 리쭝런과 바이충시가 이끄는 신광서파로 대체되었다. 광시는 또한 1929년에 덩샤오핑이 이끄는 공산주의자들의 반란인 바이써 봉기로 유명하다. 공산주의자들은 기반을 잡았으나 결국 국민당 군대에 의해 파괴되었다.
1944년에 제2차 세계 대전이 끝나갈 무렵에 일본군은 허난-후난-광시를 잇는 전장의 일부로써 광시를 침략해 후난-광시 철도를 빼앗고 프랑스령 인도차이나로 가는 길을 열려 하였다. 작전은 성공하였고 광시의 주요 도시들은 일본군의 수중 하에 들어갔다.
남쪽 끝에 위치하여 광시 성은 중화인민공화국이 성립된 이후에도 공산주의자들이 차지하지 못했다. 중화인민공화국이 성립된 지 두 달 후인 1949년 12월에야 비로소 그들의 영토가 되었다. 1958년에 광시는 당시 주석이었던 저우언라이의 추천에 따라 좡족 자치구가 되었다. 이 결정으로 좡족은 중국에서 가장 큰 소수민족이 되었고 대부분 광시에 집중적으로 거주하게 되었다.
역사의 대부분 기간에 광시는 육지로 둘러싸인 곳이었다. 1952년에 광둥의 해안선 일부가 광시로 양도됨에 따라 바다와 접하게 되었다. 이것은 1955년에 번복되었다가 1965년에 복구되었다.
1960년대와 1970년대에 광시 성의 일부에서는 중공업이 발전함과 동시에 관광지와 아름다운 풍경으로 전 세계로부터 사람들을 불러모았다. 1990년대 중국의 경제 성장에서 광시 좡족 자치구는 뒤처진 채로 남아있는 것으로 보였다. 그러나 최근에 산업화가 이루어지고 있고 환금 작물 재배가 집중되고 있다. 광둥의 공장들이 저임금 노동력 확보를 위해 광시로 이전함에 따라 1인당 GDP가 비약적으로 증가하였다.
광시 좡족 자치구는 2008년 12월 11일에 자치구 편입 50주년을 맞이하였다.

## 주민
한족이 가장 큰 민족 집단이다. 소수민족으로는 좡족이 90%를 차지하며 특히 성의 서부와 중부에 집중되어있다. 둥족과 먀오족도 상당수 거주한다. 기타 야오족, 후이족, 이족, 수이족, 징족이 거주하고 있다.

## 행정 구역
14개의 지급시에, 56개의 현, 34개의 시할구, 12개의 자치현, 7개의 현급시가 위치해 있다.
| 광시 좡족 자치구의 행정구역 | 광시 좡족 자치구의 행정구역 | 광시 좡족 자치구의 행정구역 | 광시 좡족 자치구의 행정구역 | 광시 좡족 자치구의 행정구역 | 광시 좡족 자치구의 행정구역 | 광시 좡족 자치구의 행정구역 | 광시 좡족 자치구의 행정구역 | 광시 좡족 자치구의 행정구역 | 광시 좡족 자치구의 행정구역 | 광시 좡족 자치구의 행정구역 | 광시 좡족 자치구의 행정구역 | 광시 좡족 자치구의 행정구역 |
| --------------------------- | --------------------------- | --------------------------- | --------------------------- | --------------------------- | --------------------------- | --------------------------- | --------------------------- | --------------------------- | --------------------------- | --------------------------- | --------------------------- | --------------------------- |
|                             |                             |                             |                             |                             |                             |                             |                             |                             |                             |                             |                             |                             |
| No.                         | 이름                        | 한자                        | 병음                        | 좡어                        | 면적 (Km2)                  | 인구 (2010년)               | 시청소재지                  |                             |                             |                             |                             |                             |
| 지급시                      |                             |                             |                             |                             |                             |                             |                             |                             |                             |                             |                             |                             |
| 1                           | 난닝시 (남녕시)             | 南宁市                      | Nánníng Shì                 | Nanzningz Si                | 22111.98                    | 6,658,742                   | 칭슈 구                     |                             |                             |                             |                             |                             |
| 2                           | 라이빈 시 (내빈시)          | 来宾市                      | Láibīn Shì                  | Laizbinh Si                 | 13391.59                    | 2,099,711                   | 싱빈 구                     |                             |                             |                             |                             |                             |
| 3                           | 허츠 시 (하지시)            | 河池市                      | Héchí Shì                   | Hozciz Si                   | 33487.65                    | 3,369,251                   | 이저우 구                   |                             |                             |                             |                             |                             |
| 4                           | 류저우 시 (유주시)          | 柳州市                      | Liǔzhōu Shì                 | Liujcouh Si                 | 18616.54                    | 3,758,704                   | 류베이 구                   |                             |                             |                             |                             |                             |
| 5                           | 구이린 시 (계림시)          | 桂林市                      | Guìlín Shì                  | Gveilinz Si                 | 27622.89                    | 4,747,963                   | 린구이 구                   |                             |                             |                             |                             |                             |
| 6                           | 허저우 시 (하주시)          | 贺州市                      | Hèzhōu Shì                  | Hocouh Si                   | 11771.54                    | 1,954,072                   | 바부 구                     |                             |                             |                             |                             |                             |
| 7                           | 우저우 시 (오주시)          | 梧州市                      | Wúzhōu Shì                  | Vuzcouh Si                  | 12554.94                    | 2,882,200                   | 완슈 구                     |                             |                             |                             |                             |                             |
| 8                           | 구이강 시 (귀항시)          | 贵港市                      | Guìgǎng Shì                 | Gveigangj Si                | 10605.44                    | 4,118,808                   | 강베이 구                   |                             |                             |                             |                             |                             |
| 9                           | 위린 시 (옥림시)            | 玉林市                      | Yùlín Shì                   | Yilinz Si                   | 12828.11                    | 5,487,368                   | 위저우 구                   |                             |                             |                             |                             |                             |
| 10                          | 팡청강 시 (방성항시)        | 防城港市                    | Fángchénggǎng Shì           | Fangzcwngzgangj Si          | 6181.19                     | 866,927                     | 강커우 구                   |                             |                             |                             |                             |                             |
| 11                          | 친저우 시 (흠주시)          | 钦州市                      | Qīnzhōu Shì                 | Ginhcouh Si                 | 10820.85                    | 3,079,721                   | 친난 구                     |                             |                             |                             |                             |                             |
| 12                          | 베이하이 시 (북해시)        | 北海市                      | Běihǎi Shì                  | Bwzhaij Si                  | 4016.07                     | 1,539,251                   | 하이청 구                   |                             |                             |                             |                             |                             |
| 13                          | 충쭤 시 (숭좌시)            | 崇左市                      | Chóngzuǒ Shì                | Cungzcoj Si                 | 17345.47                    | 1,994,285                   | 장저우 구                   |                             |                             |                             |                             |                             |
| 14                          | 바이써 시 (백색시)          | 百色市                      | Bǎisè Shì                   | Bwzswz Si                   | 36203.85                    | 3,466,758                   | 유장 구                     |                             |                             |                             |                             |                             |

## 경제
광시 좡족 자치구의 제조 부문은 광저우시에서 고속도로로 몇 시간 안에 도달할 수 있는 대형 항만을 여러 개 보유하고 있으며, 연해 지역은 베트남에 인접하고 있다. 광시 좡족 자치구의 2008년 명목 GDP는 7.172억 위안(1,050억 달러)으로 중국 내에서 17위를 차지하였다. 1인당 GDP는 14,966위안(2,191달러)이었다.

### 농업
사탕수수, 누에고치, 한방 약재, 송진을 생산하며 이 중 사탕수수에서 만드는 설탕은 전국의 60%를 차지한다.

### 공업
발전, 기계공업, 알루미늄, 제지(사탕수수를 압착하여 이용), 야금, 건재, 식품 가공업이 중심이다.

### 자동차
- GM과의 합작으로 소형차를 생산한다.

## 문화
광시 좡족 자치구는 광둥성과 이웃해 있으며 이를 통틀어 양광(两广, 兩廣)으로 칭해진다. 문화와 언어는 이러한 사실을 반영한다. 비록 현재는 좡족의 문화와 관련있지만 광시의 문화는 전통적으로 광둥과 밀접하게 연결되어있었다. 광둥 성의 언어와 문화는 시강 계곡을 따라 광시의 동부에서 여전히 우세하다. 이 지역의 외곽에는 다양한 민족과 언어가 나타난다.
광시는 민족언어학적인 다양성으로 유명하다. 예를 들어 성도 난닝은 네 개의 언어(남서 만다린, 광둥어, 핑화, 좡어)가 사용된다.

## 관광
광시의 주요 관광지는 구이린으로 마을은 중국과 전 세계에 걸쳐 몇 개의 카르스트 봉우리 사이로 흐르는 리장강의 절경으로 유명하다. 한때 광시 성의 성도였고 옛 왕족의 거주지였던 징장 왕성(靖江王城)이 있다. 구이린 남쪽의 양숴 현은 외국 관광객, 특히 배낭 여행자들에게 인기있는 목적지이다.
좡족과 둥족 같은 광시의 토착민족들 또한 관광객들의 관심을 불러일으키고 있다. 구이저우성과 맞닿은 성의 북부는 세계에서 가장 가파른 것으로 알려진 것으로 알려진 룽성 계단식 논밭이 있다. 그 주변으로 싼장 둥족 자치현이 위치한다.

## 같이 보기
- 광시인민방송